# Satyrium macrophyllum
Satyrium macrophyllum är en orkidéart som beskrevs av John Lindley. Satyrium macrophyllum ingår i släktet Satyrium och familjen orkidéer. Inga underarter finns listade i Catalogue of Life.